# Hinterland-Verhältnis
Das Hinterland-Verhältnis (Hi oder auch Hl) ist eine Kennzahl mit der Einheit Eins aus der technischen Chemie. Es beschreibt den Zusammenhang zwischen Flüssigkeitsvolumen und Grenzschichtvolumen in Zweiphasensystemen.
Allgemein definiert ist das Hinterland-Verhältnis als:
{\displaystyle Hl={\frac {V_{L}}{V_{G}}}=B^{-1}}
In der Praxis findet häufig folgende Gleichung Verwendung:
{\displaystyle Hl={\frac {(1-\epsilon _{G})\beta _{1,L}}{aD_{1,L}}}={\frac {(\epsilon _{L})\beta _{1,L}}{aD_{1,L}}}}
- {\displaystyle \epsilon _{G}} Gasphasenanteil,
- {\displaystyle \epsilon _{L}} Flüssigphasenanteil,
- {\displaystyle \beta _{1,L}} Stoffübergangskoeffizient,
- {\displaystyle a} spezifische Oberfläche,
- {\displaystyle D_{1,L}} Diffusionskoeffizient der Komponente 1 in der fluiden Phase.

Ein kleines Hinterland-Verhältnis bedeutet also, dass das Grenzschichtvolumen bezogen auf das Gesamtvolumen groß ist. Dies liegt beispielsweise bei feiner Zerstäubung der Flüssigphase in der Gasphase vor. Ein hohes Hinterland-Verhältnis tritt beispielsweise beim Durchblubbern der Flüssigphase mit der Gasphase auf.